# Liste der Bürgermeister von Friesach
Diese Liste gibt einen Überblick über die Bürgermeister Friesachs.

## Unter Salzburger Verwaltung (bis 1803)
- Christoph Petschner, ?–1796 (als Stadtrichter)
- Paul Oblasser, 1796–1800 (bis 1798 als Stadtrichter, ab 1798 als Bürgermeister)
- Anton Vaugin, 1800–1803

## Habsburgermonarchie
- Anton Vaugin, 1803–1808
- Ignaz Müller, 1808–1812
- Anton Baumer, 1812–1820
- Mathias Feyl, 1820–1827
- Mathias Hayd, 1827
- Ignaz Müller, 1827–1828
- Anton Vaugin, 1828–1829
- Anton Fiala, 1829–1840
- Josef Georg Jeretin, 1840–1850
- Anton Fiala, 1850–1861
- Josef Georg Jeretin, 1861–1867
- Anton Fiala, 1867–?
- Anton Ruppert, ?–1885
- ? Primig, 1885–1888
- Johann Philipp Zöhrer, 1888–1889
- Anton Ruppert, 1889–1893
- Julius Jobst, 1893–1895
- Johann Hödl, 9. April–16. April 1895
- Hubert Hauser, 16. April–24. April 1895
- Johann Philipp Zöhrer, 1895–1899
- Josef Zunzer, 1899–1902
- Josef Pernegger, 1902–1904
- Peter Paulitsch, 1904–1908
- Winfried von Kalchberg, 1908–1911
- Anton Holzmann, 1911–1918

## Erste Republik
- Josef Pernegger, 1918–1920
- Josef Gauper, 1920–1921
- Hans Parfuß, 1921–1930 (CS)
- Josef Gratzer, 1930–1932
- Ernst Wöhrer, 1932–1933 (NSDAP)
- Viktor Stepanek, 1933–1934 (CS)

## Ständestaat
- ? Gottlieb, 1934
- Viktor Stepanek, 1934–1938 (CS)

## Deutsches Reich
- Jakob Bürger, 1938–1939 (als Gemeindeverwalter) (NSDAP)
- Josef Lehnert, 1939–1945 (NSDAP)

## Zweite Republik
- Anton Schwarz, 1945–1946 (als Kommissarischer Bürgermeister)
- Dominikus Ladinig, 1946–1954
- Arthur Zedrosser, 1954–1970
- Heinrich Köppl, 1970–1983 (FPÖ)
- Gildwin Ressler, 1983–1988 (ÖVP)
- Maximilian Koschitz, 1988–2004 (SPÖ)
- Josef Kronlechner, seit 2004 (SPÖ)